# Venice (Los Angeles)
Venice è un quartiere di Westside Los Angeles. È conosciuto per la spiaggia, Venice Beach, ed i canali (da cui il nome, traduzione in inglese di Venezia), ma anche per l'aspetto bohémien della sua area residenziale e per la folcloristica passeggiata lungomare, la cosiddetta Ocean Front Walk.

## Storia

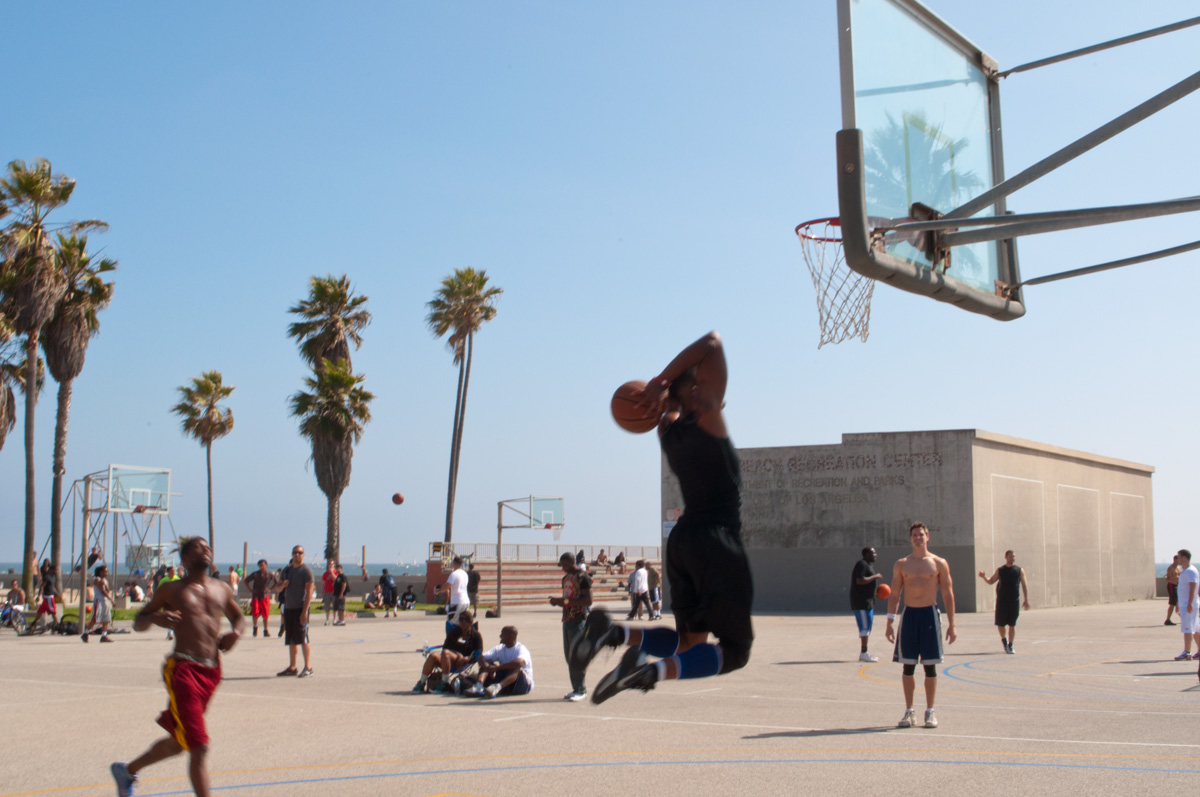
Pallacanestro di strada a Venice Beach.

Venice fu fondata da Abbot Kinney nel 1905 sul modello rinascimentale della città di Venezia (canali, gondole e gondolieri annessi), con l'idea che diventasse un importante centro di turismo e divertimento, cosa che fu una realtà sino agli anni venti.
La scoperta del petrolio, con il conseguente inquinamento dei canali in seguito per lo più asfaltati e trasformati in strade, a cui si aggiunse un colossale incendio che distrusse completamente il molo e le sue installazioni, segnarono l'inizio del declino del distretto.
Solo a partire dagli anni ottanta l'amministrazione di Los Angeles intraprese una politica di recupero della zona, che da quartiere degradato si è trasformato in un luogo di residenza ambitissimo. La spiaggia di Venice è ricordata anche come luogo dove, nel 1965, Jim Morrison e Ray Manzarek si incontrarono e fondarono la rock band The Doors.

## Architettura
Venice è per lo più costituita da villette in legno strutturale o case basse delle forme più varie e variegatamente colorate se non decorate con veri e propri murales. Tra gli edifici più originali c'è l'edificio a forma di binocolo costruito da Frank Gehry, nonché strade ampie e spiagge che si perdono all'orizzonte.

## Attrazioni
Venice Beach è una delle mete più turistiche dell'intera area di Los Angeles, per via delle piste ciclabili e pedonali che costeggiano il mare, popolate da una comunità eterogenea dove si mescolano giocatori di hockey a rotelle, pattinatori, skaters (è qui presente uno dei più importanti skatepark), artisti di strada e persone che al tramonto meditano di fronte al sole calante.
Famose sono inoltre la palestra Gold's Gym e la Muscle Beach, la palestra aperta sulla spiaggia; in entrambe si ritrovavano bodybuilder come Arnold Schwarzenegger e Franco Columbu. Un altro luogo noto di Venice Beach sono i campi da pallacanestro del Venice Beach Recreation Center a ridosso della spiaggia, talvolta popolati anche da giocatori NBA. Come molte altre zone di Los Angeles, la spiaggia di Venice è molto popolata e ricca di vivacità anche di notte.